# 永田順子
永田 順子（ながた よりこ）は、日本の実業家。日本航空株式会社初の女性執行役員。

## 人物・経歴
上智大学外国語学部フランス語学科卒業。1975年、日本航空株式会社に客室乗務員として入社。主に国際線を乗務するとともに、訓練部門、サービス企画部門、客室乗務員のマネジメントに携わる。その後、国際フライト旅客部長等を経て、2007年に同社執行役員客室本部副本部長兼客室乗員サポート部長に就任。同社において、女性初の執行役員への就任となった。2010年からは、名古屋外国語大学客員教授や桜美林大学非常勤講師を務めた。